# ليتل نيكي
ليتل نيكي (بالإنجليزية: Little Nikki)‏ هي كاتبة غنائية بريطانية، ولدت في 5 مارس 1996 في لندن في المملكة المتحدة.

## وصلات خارجية
- ليتل نيكي على موقع ميوزك برينز (الإنجليزية)
- ليتل نيكي على موقع ميوزك برينز (الإنجليزية)
- ليتل نيكي على موقع ديسكوغز (الإنجليزية)